# Barra degli strumenti

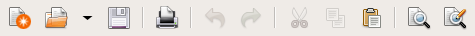
La barra degli strumenti di gedit su Ubuntu.

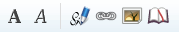
La barra degli strumenti standard dell'area di modifica di Wikipedia

La barra degli strumenti (in inglese toolbar) è un componente (widget) delle più usate interfacce utente. È una barra orizzontale o verticale, o un box, che raccoglie, sotto forma di icone, i collegamenti alle funzioni più usate di un software.
Alcuni portali e servizi web, come Google, Yahoo! o eBay, mettono a disposizione, con download gratuito, una barra degli strumenti per il browser addizionale a quella classica, da cui si possono utilizzare diverse funzioni offerte dai gestori.
Anche la tecnologia barra degli strumenti si è evoluta ed ha iniziato ad essere utilizzata anche da siti web minori, ad esempio per ascoltare radio in streaming direttamente dal proprio browser.

## Varianti

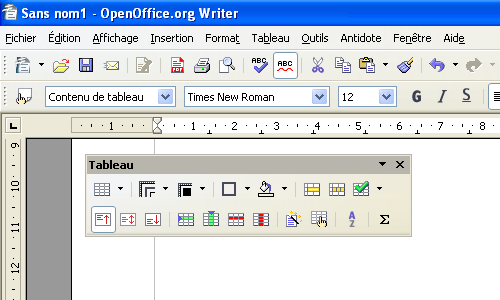
OpenOffice permette alle sue barre degli strumenti di essere staccate e spostate tra le finestre e le altre barre degli strumenti

Ci sono diversi elementi relativi all'interfaccia utente delle varie barre degli strumenti:
- La barra degli indirizzi o address bar, è una barra degli strumenti fatta a casella di testo. Accetta solamente gli URL o gli indirizzi di file system. Si trova nei browser e nei file manager.
- La breadcrumb o breadcrumb trail, consente agli utenti di tenere traccia delle loro posizioni all'interno di programmi o documenti. Sono barre degli strumenti il cui contenuto cambia dinamicamente per indicare il percorso di navigazione.
- Il ribbon era il nome originale della barra degli strumenti, ma è stato riadattato a fare riferimento ad un'interfaccia utente complessa di barre degli strumenti su tabs.
- La barra delle applicazioni o taskbar, è una barra degli strumenti fornita da un sistema operativo per avviare, monitorare e manipolare i software. Una barra delle applicazioni può contenere altre sotto-toolbar.

La barra di ricerca non è ipso facto una barra degli strumenti ma può apparire su una barra degli strumenti, come nel caso della barra degli indirizzi.
Le barre degli strumenti possono apparire in diversi software; alcuni browser consentono di aggiungere ulteriori barre degli strumenti tramite l'utilizzo di plugin. Con le barre degli strumenti dei browser aggiunte attraverso i plugin, esse possono offrire funzionalità aggiuntive che non possono essere pre-installate con la programmazione. Molte barre degli strumenti sono estremamente personalizzabili per l'utente a seconda del programma utilizzato, ad esempio le barre degli strumenti di Word possono essere personalizzate aggiungendo o eliminando opzioni e possono infine anche essere spostate in diverse parti dello schermo.
Aggiungendo questi programmi, pur essendo molto utile per l'utente, potrebbe causare diversi problemi aggiungendo malware al computer infettando di conseguenza il sistema con i pups. Dopo il browser hijacking, il sistema operativo potrebbe risultare essere più lento nel eseguire le operazioni, tutti questi problemi comuni derivano dai malware.